# Bebé de Año Nuevo

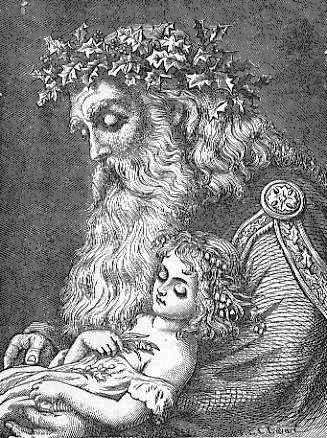
El Bebé Año Nuevo 1897 junto al Padre Tiempo o Año Viejo de 1898.

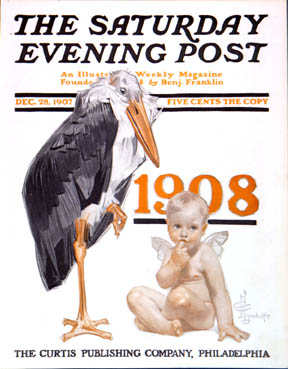
El Bebé Año Nuevo 1908 en la portada de The Saturday Evening Post.

El Bebé de Año Nuevo o Bebé Año Nuevo, es una personificación del comienzo del Año Nuevo que se ve comúnmente en las caricaturas editoriales. Simboliza el "nacimiento" del próximo año y el "fallecimiento" del año anterior; en otras palabras, un "renacimiento". El propósito del bebé año nuevo varía según el mito, pero generalmente realiza algún tipo de deber ceremonial en el transcurso de su año, como hacer una crónica de los eventos del año o presidir el año como un símbolo.

## Leyenda
El mito más asociado con él es que es un bebé al comienzo de su año, pero el Bebé Año Nuevo envejece rápidamente hasta que es anciano (como el Padre Tiempo, con quien a menudo se le asocia) al final de su año. Muy rara vez se representa el Año Nuevo del Bebé con otra edad que no sea un bebé o como un anciano. Algunas historias, especialmente aquellas con representaciones de años pasados, harán que se parezca mucho a eventos clave de su época. En este punto, entrega sus deberes al próximo Año Nuevo Bebé, mientras muere o permanece en este estado y se jubila.

## Representación
La representación estereotipada del Bebé Año Nuevo es como un bebé que lleva nada más que un pañal, un sombrero de copa y una faja en el torso que muestra el año que representa (por ejemplo, 2022). A veces se lo representa sosteniendo o asociado con un reloj de arena, una matraca u otro elemento relacionado con el tiempo o las festividades del Día de Año Nuevo. A menudo, no es un recién nacido completo, sino que se parece más a un niño pequeño, porque con frecuencia se lo muestra de pie solo, gateando o caminando apenas, o con una pequeña cantidad de cabello (generalmente rubio).

## Bebé título de año nuevo
Además de ser una figura mítica, a veces se le da el título de "Año Nuevo Bebé" a personas vivas. El primer bebé nacido en cualquier pueblo o ciudad en un año determinado puede ser honrado al ser etiquetado como el Bebé de Año Nuevo oficial de ese año. El Bebé Año Nuevo oficial puede ser masculino o femenino, aunque el personaje mítico es casi siempre masculino. A veces se han hecho intentos de nombrar un Bebé de Año Nuevo oficial para todo un país, pero generalmente hay múltiples contendientes y no se puede confirmar un solo bebé que nazca el primer día del año. Sin embargo, ha habido muchos de los que se han acercado. Numerosos hospitales ya no hacen público al primer nacido o nacida debido a la preocupación de que el bebé se convierta en un objetivo para la delincuencia.

## Cultura popular
- El bebé de Año Nuevo aparece en el especial de televisión Rudolph's Shiny New Year. El Bebé Año Nuevo presentado, llamado Happy, desaparece antes de la víspera de Año Nuevo, y Rudolph tiene que viajar al Archipiélago de los Años Pasados (un montón de islas donde los años viejos van a jubilarse) para encontrarlo ante un buitre llamado Aeon el Terrible. llega a él para evitar que termine el año y detener el tiempo, evitando así su predestinada muerte. Happy se escapó debido a que se burlaron de él debido a sus grandes orejas, que usa debajo de su sombrero de copa. Rudolph le muestra a Happy su nariz y le cuenta su propia historia de ser rechazado por su inconformismo antes de pedirle a Happy que le deje ver sus orejas. Después de que las orejas de Happy juegan un papel en la derrota de Aeon the Terrible, Happy regresa al Padre Tiempo cuando comienza el año "Diecinueve maravilloso".[4]

- Una parodia del Bebé Año Nuevo, con el nombre de "Big Fat Baby", aparece en la serie animada ¡Histeria!.

- Una versión del bebé llamada "Happy New Year" aparece junto al Padre Tiempo en el episodio "The Halls of Time" de la serie animada The Grim Adventures of Billy & Mandy.